# Czirbesz Jónás András
Czirbesz Jónás András (Szepesváralja, 1732. november 11. – Igló, 1813. január 11.) evangélikus lelkész, természettudós, költő, numizmata.

## Élete
Czirbesz Sámuel evangélikus lelkész fia volt. A gimnáziumot Dobsinán és Lőcsén, felsőbb tanulmányait a Pozsonyi Evangélikus Líceumban Tomka Szászky János alatt (1742–1752.), teológiai tanulmányait a hallei s göttingeni egyetemen végezte. Hazájába visszahivatván 1756-ban Iglón mint evangélikus lelkész nyert alkalmazást; 1783-tól a XVI szepesi városok evangélikus seniora is volt. Hivatalos foglalkozásán kívül érmeket, a hazai történelemre vonatkozó pecséteket, kéziratokat gyűjtött és nevezetes könyvtára és ásványgyűjteménye volt, elsősorban a szepesi bányavárosokra és a Kárpátokra vonatkozóan.

## Művei
- Supremum pietatis munus piis manibus dni Pauli Tisztae de Selyeb provinciae XVI oppidorum in Scepusio administratoris regii a. s. r. 1777. die 21. oct. post superatum quo conflictatus aliquandi eo erat, feralem morbum, pie placideque defuncti. Leutschoviae (költemény)
- Justae lacrimae quibus seren. Mariae Theresiae rom. imperatricis viduae Hungariae et Bohemiae reginae… die 29. nov. 1780. de vita inopinato decedentis, obitum… prosequitur. Viennae, 1781
- Das letzte Opfer einer ehrerbietigen Liebe… Uo. 1781 (Mária Terézia halálára Iglón 1780. decz. 24. mondott beszéd)
- Plausus votivi quum aug. principi Francisco II. imperatori… haeres Ferdinandus Carolus… 19. apr. 1793. esset natus. Leutschoviae

Kézirati munkái: Collectanea historico ecclesiastica (tiz kötetben az iglói ág. ev. egyház könyvtárában); Adparatus ad illustrandam rem nummariam Hungaro-Transylvanam ex monumentis partim ineditis… (rajzokkal); Dissertatio de dignitate et juribus Landgravii seu comitis Saxonum de Scepus, febr. 20. 1775. (Mária Terézia által a lengyelektől való revindicatio alkalmával irta); Origines et natales Saxonum Scepusii. Miscellanea historica et litteraria imprimis ad comitia Semproniensia 1681 spectantia és egy kötet Diplomatariuma a m. n. múzeum kézirattárában van, Cornideshez irt 99 levele pedig a m. tud. akadémia levéltárában. Gyűjteményét és könyvtárát Cházár András vette meg és a rozsnyói ág. ev. gymnasiumnak adományozta.
Mint író latin verseivel, helyrajzi és érmészeti cikkeivel és könyvbirálataival lépett föl a Windisch által szerkesztett Ungarisches Magazin és a bécsi K. K. priv. Anzeigen című folyóiratokban. Cikkei közül legnevezetesebbek: Beschreibung des Karpathischen Gebirges aus der Handschrift eines unbekannten Verfassers (Ung. Magazin III. és folytatása a K. K. priv. Anzeigen II–IV. évf.) és a Karpatische Bergreise auf den Krivan, sammt dabei gemachten Beobachtungen (K. K. priv. Anzeigen III.)
A Tátráról két Bécsben megjelent művében írt:
- Kurzgefasste Beschreibung des karpathischen Gebirges, Privileg. Anzeigen 1772, 1773

nemcsak a Tátra természetének részletes leírása, hanem ír a bányákról is, különböző növények gyógyhatásáról, stb. Úgy tűnik, hogy e munka megírásakor Czirbesz még nem ismerte a Tátrát elég jól, inkább más szerzők – többek között a Buchholtzok – műveire támaszkodott.
- Beschreibung einer karpathischen Bergreise, auf den so genannten Kriwan, samt den dabey gemachten Beobachtungen, Privileg. Anzeigen, 1733

már saját, 1772 augusztusában Krivánra tett útját írja le. A mű egyben az előző mű kiegészítése. Nem ez volt a Kriván első megmászása, bár sokan annak tartják, de az első írásban dokumentált túra.
Szintén a Privileg. Anzeigen-ben közölte, néha névtelenül, Szepességet és a Tátrát érintő írások recenzióit, saját szepességi történelmi műveit, például
- Umständliche Nachricht, dreyer merkwürdigen Solennitäten, welche den 20ten Febr. 1775 in der königlichen Berg- und XVI. Stadt Iglo vor sich gegangen, ami három szepességi város (Ólubló, Podolin, Gnézda) a 13 szepességi város adminisztrációjába való visszatérését írja le: ismert, hogy a Szepesség e része lengyel zálogban volt évszázadokon keresztül. E cikket Weber Rudolf közölte újra 1901-ben a Zipser Bote-ben Die Wiedervereinigung der an Polen verpfändeten Zipser Städte an Ungarn, de Czirbesz nevét nem említette.

Írásainak azt a célját, hogy a Tátrát széles körben megismertette, siker is kísérte, mert hamarosan érdeklődtek a Tátra iránt. Folyóirat szerkesztők régi Tátra-leírásokat kutattak fel (Ungarisches Magazin 1783/4). Számos tudós kereste fel Czirbesz leírásai után a Tátrát (Fichtel 1788, Hacquet 1791-1794, Townson 1793, Wahlenberg 1813, Beudant 1818). Így az ő tevékenysége nyomán a Tátra Európa-szerte ismertté lett.